# Lorquí
Lorquí é um município da Espanha na província e comunidade autónoma de Múrcia. Tem 15 km² de área e em 2021 tinha 7 320 habitantes (densidade: 488 hab./km²).

## Demografia
| Variação demográfica do município entre 1991 e 2004 | Variação demográfica do município entre 1991 e 2004 | Variação demográfica do município entre 1991 e 2004 | Variação demográfica do município entre 1991 e 2004 |
| --------------------------------------------------- | --------------------------------------------------- | --------------------------------------------------- | --------------------------------------------------- |
| 1991                                                | 1996                                                | 2001                                                | 2004                                                |
| 5328                                                | 5424                                                | 5644                                                | 6115                                                |